# Koncert życzeń (film)
Koncert życzeń - czarno-biała etiuda produkcji polskiej z 1967 roku, w reżyserii Krzysztofa Kieślowskiego.

## Opis fabuły
Film drogi w rytm popularnych polskich przebojów z lat 60. Gdzieś w lesie biwakuje zakładowa wycieczka. Mężczyźni piją wino i opowiadają sobie niewybredne dowcipy. Nieopodal biwakuje również młoda para, motocyklista Andrzej i jego dziewczyna Ewa. Wkrótce autokar oraz motocykl ruszają w tym samym kierunku. Młodzi gubią po drodze namiot. By go odzyskać, zostają zmuszeni wejść w interakcję z podchmielonymi pasażerami autokaru. Całemu zajściu przygląda się jeden z członków wycieczki autokarowej, który nie czuje się komfortowo wśród swoich towarzyszy.

## Obsada
- Jerzy Fedorowicz - Andrzej
- Ewa Konarska - Ewa
- Ryszard Dembiński - kierowca autokaru
- Waldemar Korzeniowski
- Roman Talarczyk
- Andrzej Titkow
- Krzysztof Kieślowski - rowerzysta prowadzący krowę
- Jerzy Rogalski